# دایرةالمعارف فارسی

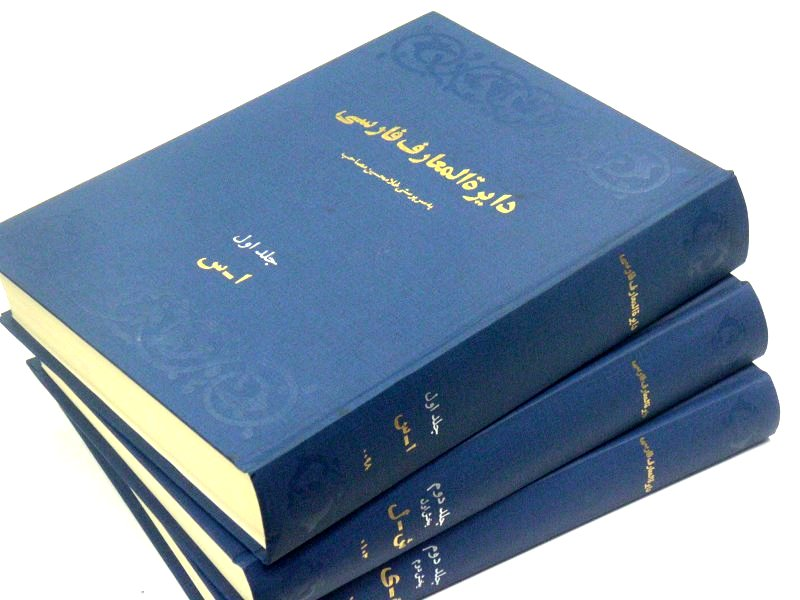
فارسی غلامحسین مصاحب، جامع‌ترین دانشنامهٔ عمومی به زبان فارسی

دائرةالمعارف فارسی (معروف به دائرةالمعارف مصاحب) عنوان دانش‌نامه‌ای سه جلدی است که به ابتکار مؤسسهٔ انتشارات فرانکلین، به سرپرستی غلامحسین مصاحب و با مشارکت گروهی از نویسندگان و ویراستاران در ایران به زبان فارسی تدوین شده است.